# Vila Garcia (Guarda)
Vila Garcia ist eine Gemeinde (Freguesia) im portugiesischen Kreis Guarda. In ihr leben 304 Einwohner (Stand 19. April 2021).